# Vouillon
Vouillon – miejscowość i gmina we Francji, w Regionie Centralnym, w departamencie Indre.
Według danych na rok 1990 gminę zamieszkiwało 289 osób, a gęstość zaludnienia wynosiła 19 osób/km² (wśród 1842 gmin Regionu Centralnego Vouillon plasuje się na 852. miejscu pod względem liczby ludności, natomiast pod względem powierzchni na miejscu 876.).